# Dahomey ai Giochi della XX Olimpiade
Il Dahomey (l'odierno Benin) partecipò ai Giochi della XX Olimpiade che si sono svolti a Monaco di Baviera dal 26 agosto all'11 settembre 1972, con una delegazione di tre atleti che gareggiarono nel pugilato e nell'atletica leggera. Fu la prima partecipazione di questo paese ai Giochi. Non fu conquistata nessuna medaglia.